# Anders Lundmark
Anders Lundmark  född  4 maj 1773 i  Södermanland, död 10 april 1834 i Stockholm, var en svensk konstkonservator och hovmålare. Han var far till konstkonservatorn Wilhelmina Lundmark.
Lundmark avsåg att utbilda sig till historie- och landskapsmålare men utbildade sig under Erik Hallblads ledning till konservator. År 1813 erhöll han befattningen som "hofmålare och resturatör af K. Maj:ts taflor". Av sin samtid bedömdes han som "den utmärkt skickligaste svensk" inom sitt verksamhetsområde